# Pseudotrapelus jensvindumi
Espèce
Pseudotrapelus jensvindumi est une espèce de sauriens de la famille des Agamidae. 

## Répartition
Cette espèce est endémique d'Oman.

## Description
Le mâle holotype mesure 92 mm de longueur standard et une queue régénérée de 121 mm.

## Étymologie
Cette espèce est nommée en l'honneur de Jens V. Vindum.

## Publication originale
- Melnikov, Ananjeva & Papenfuss, 2013 : A New Species of Pseudotrapelus (Agamidae, Sauria) from Nizwa, Oman. Russian Journal of Herpetology, vol. 20, no 1, p. 79-84 (texte intégral).